# Rybnice
Rybnice är en ort i Tjeckien.   Den ligger i regionen Plzeň, i den västra delen av landet, 80 km väster om huvudstaden Prag. Rybnice ligger 397 meter över havet och antalet invånare är 435.
Terrängen runt Rybnice är platt söderut, men norrut är den kuperad. Runt Rybnice är det ganska glesbefolkat, med 30 invånare per kvadratkilometer. Närmaste större samhälle är Plzeň, 17,9 km söder om Rybnice. I omgivningarna runt Rybnice växer i huvudsak blandskog.